# Lago Opocopa
O lago Opocopa é um lago de água doce localizado no território da região de Labrador, província da Terra Nova e Labrador, no Canadá.
Os locais referenciáveis mais próximos a este lago são o lago Petit Portage, que se localiza 6 km para sudoeste, lago Outardes, que se localiza 9 km para sudoeste, o lago Gagne, que se localiza 11 km para sudoeste, a Baía do Noroeste, localizada 16 km para sudoeste, o lago Morango, localizado 19 km a nordeste.